# Lista de capítulos de Assassination Classroom
O mangá Assassination Classroom escrito e ilustrado por Yuusei Matsui,foi publicado pela editora Shueisha na revista Weekly Shōnen Jump. O primeiro capítulo de Ansatsu Kyoushitsu foi publicado em julho de 2012 e a publicação encerrou em março de 2016 no capítulo 180 (mais alguns extras), contando com 21 volumes. Nesta página, os capítulos estão listados por volume, com seus respectivos títulos originais (volumes com seus títulos originais abaixo do traduzido e capítulos com seus títulos originais na coluna secundária).
No Brasil, é licenciado e publicado pela editora Panini, desde julho de 2014.[carece de fontes?] Em Portugal, é licenciado e publicado pela Editora Devir, desde julho de 2015.

## Volumes 1~10
| - 1. Hora do Assassinato - 2. Hora do Baseball - 3. Hora do Serviço - 4. Hora do Aprendizado - 5. Hora do Karma - 6. Hora dos Dois Escolhidos - 7. Hora do Envenenamento | - 1. 暗殺の時間 (Ansatsu no Jikan) - 2. 野球の時間 (Yakyū no Jikan) - 3. サービスの時間 (Sābisu no Jikan) - 4. 基礎の時間 (Kiso no Jikan) - 5. カルマの時間 (Karuma no Jikan) - 6. 二択の時間 (Ni-taku no Jikan) - 7. 毒の時間 (Doku no Jikan) |

| - 8. Hora dos Seios - 9. Hora dos Adultos - 10. Hora do Profissional - 11. Hora da Assembleia - 12. Hora do Soberano - 13. Hora de Girar - 14. Hora da Prova - 15. Hora da Viagem - 16. Hora Arruinada | - 8. 胸の時間 (Mune no Jikan) - 9. 大人の時間 (Otona no Jikan) - 10. プロの時間 (Puro no Jikan) - 11. 集会の時間 (Shūkai no Jikan) - 12. 支配者の時間 (Shihai-sha no Jikan) - 13. くるくるの時間 (Kurukuru no Jikan) - 14. テストの時間 (Tesuto no Jikan) - 15. 旅行の時間 (Ryokō no Jikan) - 16. 台無しの時間 (Dainashi no Jikan) |

| - 17. Hora do Guia - 18. Hora do Vermelho - 19. Hora da Curiosidade - 20. Hora do Estudante Transferido - 21. Hora de Aperfeiçoar - 22. Hora da Autonomia - 23. Hora de Umidade - 24. Hora da Retaliação - 25. Hora de L e R | - 17. しおりの時間 (Shiori no Jikan) - 18. 赤の時間 (Aka no Jikan) - 19. 好奇心の時間 (Kōkishin no Jikan) - 20. 転校生の時間 (Tenkōsei no Jikan) - 21. 改良の時間 (Kairyō no Jikan) - 22. 自律の時間 (Jiritsu no Jikan) - 23. 湿気の時間 (Shikke no Jikan) - 24. 仕返しの時間 (Shikaeshi no Jikan) - 25. LRの時間 (Eruāru no Jikan) |

| - 26. Hora do Professor - 27. Hora da Superação - 28. Hora do Filme - 29. Hora do Estudante Transferido - Segundo Tempo - 30. Hora da Dúvida - 31. Hora da Batalha Difícil - 32. Hora dos Vínculos - 33. Hora do Torneio de Baseball - 34. Hora da Primeira Batida | - 26. 師匠の時間 (Shishō no Jikan) - 27. 克服の時間 (Kokufuku no Jikan) - 28. 映画の時間 (Eiga no Jikan) - 29. 転校生の時間・二時間目 (Tenkōsei no Jikan - Ni Jikan-me) - 30. まさかの時間 (Masaka no Jikan) - 31. 苦戦の時間 (Kusen no Jikan) - 32. 絆の時間 (Kizuna no Jikan) - 33. 球技大会の時間 (Kyūgi Taikai no Jikan) - 34. 先攻の時間 (Senkō no Jikan) |

| - 35. Hora do Círculo - 36. Hora da Aproximação - 37. Hora da Arte - 38. Hora do Treinamento - 39. Hora dos Queridos - 40. Hora da Nomeação - 41. Hora do Talento - 42. Hora da Hesitação - 43. Hora do Verão | - 35. 円陣の時間 (Enjin no Jikan) - 36. 近い時間 (Chikai Jikan) - 37. アートの時間 (Āto no Jikan) - 38. 訓練の時間 (Kunren no Jikan) - 39. 親愛の時間 (Shin'ai no Jikan) - 40. 指名の時間 (Shimei no Jikan) - 41. 才能の時間 (Sainō no Jikan) - 42. 迷いの時間 (Mayoi no Jikan) - 43. 夏の時間 (Natsu no Jikan) |

| - 44. Hora de Se Afogar - 45. Hora de Nadar - 46. Hora do Terasaka - 47. Hora da Visão - 48. Hora da Performance - 49. Hora da Cena - 50. Hora do Fim do Período - 51. Hora do Filho - 52. Hora do Ás | - 44. 溺れる時間 (Oboreru Jikan) - 45. 水泳の時間 (Suiei no Jikan) - 46. 寺坂の時間 (Terasaka no Jikan) - 47. ビジョンの時間 (Bijon no Jikan) - 48. 実行の時間 (Jikkō no Jikan) - 49. 現場の時間 (Genba no Jikan) - 50. 期末の時間 (Kimatsu no Jikan) - 51. 息子の時間 (Musuko no Jikan) - 52. エースの時間 (Ēsu no Jikan) |

| - 53. Hora das Cinco Matérias - 54. Hora da Frustração - 55. Hora da Conclusão - 1º Semestre - 56. Hora Daquela Criatura - 57. Hora do Plano - 58. Hora da Ilha - 59. Hora da Brilhar - 60. Hora da Acidente - 61. Hora do Pandemônio | - 53. 五教科の時間 (Go Kyōka no Jikan) - 54. 挫折の時間 (Zasetsu no Jikan) - 55. 終業の時間・1学期 (Shūgyō no Jikan - 1 Gakki) - 56. いきものの時間 (Iki Mono no Jikan) - 57. 策謀の時間 (Sakubō no Jikan) - 58. 島の時間 (Shima no Jikan) - 59. 決行の時間 (Kekkō no Jikan) - 60. 異変の時間 (Ihen no Jikan) - 61. 伏魔の時間 (Fukuma no Jikan) |

| - 62. Hora do Profissional - 2º Tempo - 63. Hora do Líder - 64. Hora dos Sentimentos - 65. Hora do Karma - 2º Tempo - 66. Hora das Garotas - 67. Hora da Arma - 68. Hora da Chance - 69. Hora do Coordenador - 70. Hora do Takaoka | - 62. プロの時間・2時間目 (Puro no Jikan - 2 Jikan-me) - 63. 引率の時間 (Insotsu no Jikan) - 64. 拘りの時間 (Kakawari no Jikan) - 65. カルマの時間・2時間目 (Karuma no Jikan - 2 Jikan-me) - 66. 女子の時間 (Joshi no Jikan) - 67. 武器の時間 (Buki no Jikan) - 68. チャンスの時間 (Chansu no Jikan) - 69. 黒幕の時間 (Kuromaku no Jikan) - 70. 鷹岡の時間 (Takaoka no Jikan) |

| - 71. Hora da Repreensão - 72. Hora do Som - 73. Hora dos Adultos - 2º Tempo - 74. Hora do Pânico - 75. Hora de Matar - 76. Hora do Impacto - 77. Hora da Maldição - 78. Hora do Takebayashi - 79. Hora do Soberano - 2º Tempo | - 71. 叱咤の時間 (Shitta no Jikan) - 72. 音の時間 (Oto no Jikan) - 73. 大人の時間・2時間目 (Otona no Jikan - Ni Jikan-me) - 74. 怖い時間 (Kowai Jikan) - 75. 殺しの時間 (Koroshi no Jikan) - 76. 衝撃の時間 (Shōgeki no Jikan) - 77. 呪いの時間 (Noroi no Jikan) - 78. 竹林の時間 (Takebayashi no Jikan) - 79. 支配者の時間・2時間目 (Shihai-sha no Jikan - 2 Jikan-me) |

| - 80. Hora da Kayano - 81. Hora da Marcação - 82. Hora do Ladrão - 83. Hora do Ladrão - 2º Tempo - 84. Hora do Limite - 85. Hora da Parte - 86. Hora do Acessório - 87. Hora de Vomitar - 88. Hora da Rotação | - 80. 茅野の時間 (Kayano no Jikan) - 81. 鬼ごっこの時間 (Onigokko no Jikan) - 82. 泥棒の時間 (Dorobō no Jikan) - 83. 泥棒の時間・2時間目 (Dorobō no Jikan - 2 Jikan-me) - 84. 限界の時間 (Genkai no Jikan) - 85. 駒の時間 (Koma no Jikan) - 86. 執着の時間 (Shūchaku no Jikan) - 87. 吐きそうな時間 (Haki-sōna Jikan) - 88. 紡ぐ時間 (Tsumugu Jikan) |

## Volumes 11~21
| - 89. Hora do Nome - 90. Hora do Bonitão - 91. Hora dos Festivais de Esporte - 92. Hora da Estratégia - 93. Hora do Líder - 94. Hora da Derrota - 95. Hora Errada - 96. Hora do Antes - 97. Hora do Depois | - 89. 名前の時間 (Namae no Jikan) - 90. イケメンの時間 (Ikemen no Jikan) - 91. 体育祭の時間 (Taiikumasai no Jikan) - 92. 戦術の時間 (Senjutsu no Jikan) - 93. リーダーの時間 (Rīdā no Jikan) - 94. 敗北の時間 (Haiboku no Jikan) - 95. 間違う時間 (Machigau Jikan) - 96. ビフォーの時間 (Bifō no Jikan) - 97. アフターの時間 (Afutā no Jikan) |

| - 98. Hora do Presente - 99. Hora do Presente - Segundo Tempo - 100. Hora do "Shinigami" - 101. Hora do Contra-ataque - 102. Hora do "Shinigami" - 2º Tempo - 103. Hora do "Shinigami" - 3º Tempo - 104. Hora do "Shinigami" - 4º Tempo - 105. Hora do "Shinigami" - 5º Tempo - 106. Hora do "Shinigami" - 6º Tempo | - 98. プレゼントの時間 (Purezento no Jikan) - 99. プレゼントの時間・2時間目 (Purezento no Jikan - 2 Jikan-me) - 100. 「死神」の時間 ("Shinigami" no Jikan) - 101. 反撃の時間 (Hangeki no Jikan) - 102. 「死神」の時間・2時間目 ("Shinigami" no Jikan - 2 Jikan-me) - 103. 「死神」の時間・3時間目 ("Shinigami" no Jikan - 3 Jikan-me) - 104. 「死神」の時間・4時間目 ("Shinigami" no Jikan - 4 Jikan-me) - 105. 「死神」の時間・5時間目 ("Shinigami" no Jikan - 5 Jikan-me) - 106. 「死神」の時間・6時間目 ("Shinigami" no Jikan - 6 Jikan-me) |

| - 107. Hora do "Shinigami" - 7º Tempo - 108. Hora do "Shinigami" - 8º Tempo - 109. Hora do "Shinigami" - 9º Tempo - 110. Hora do Mundo - 111. Hora do Trajeto - 112. Hora de 2 Voltas - 113. Hora de 1 Volta - 114. Hora do Nagisa - 115. Hora do Festival Escolar | - 107. 「死神」の時間・7時間目 ("Shinigami" no Jikan - 7 Jikan-me) - 108. 「死神」の時間・8時間目 ("Shinigami" no Jikan - 8 Jikan-me) - 109. 「死神」の時間・9時間目 ("Shinigami" no Jikan - 9 Jikan-me) - 110. 世界の時間 (Sekai no Jikan) - 111. 進路の時間 (Shinro no Jikan) - 112. 2周目の時間 (2-shū-me no Jikan) - 113. 1周目の時間 (1-shū-me no Jikan) - 114. 渚の時間 (Nagisa no Jikan) - 115. 学園祭の時間 (Gakuen-sai no Jikan) |

| - 116. Hora do Cliente - 117. Hora do Visitante - 118. Hora da Borda - 119. Hora do Fim do Período - 2º Tempo - 120. Hora da Empolgação - 121. Hora da Solução - 122. Hora do Espaço - 123. Hora do Defeito - 124. Hora dos Testes dos Professores | - 116. 客の時間 (Kyaku no Jikan) - 117. 珍客の時間 (Chinkyaku no Jikan) - 118. 縁の時間 (En no Jikan) - 119. 期末の時間・2時間目 (Kimatsu no Jikan - 2 Jikan-me) - 120. 殺気の時間 (Sakki no Jikan) - 121. 解法の時間 (Kaihō no Jikan) - 122. 空間の時間 (Kūkan no Jikan) - 123. 誤作動の時間 (Gosadō no Jikan) - 124. 教員試験の時間 (Kyōin Shiken no Jikan) |

| - 125. Hora da Perfeição - 126. Hora Vantajosa - 127. Hora do Teatro - 128. Hora da Tempestade - 129. Hora da Verdadeira Identidade - 130. Hora da Vingança - 131. Hora do Ataque - 132. Hora do Golpe Final - 133. Hora da Confissão | - 125. 完璧の時間 (Kanpeki no Jikan) - 126. 生かす時間 (Ikasu Jikan) - 127. 演劇の時間 (Engeki no Jikan) - 128. 嵐の時間 (Arashi no Jikan) - 129. 正体の時間 (Shōtai no Jikan) - 130. 仇の時間 (Ada no Jikan) - 131. 侵蝕の時間 (Shinshoku no Jikan) - 132. 殺し技の時間 (Koroshi-waza no Jikan) - 133. 告白の時間 (Kokuhaku no Jikan) |

| - 134. Hora do Passado - 135. Hora do Passado - 2º Tempo - 136. Hora do Passado - 3º Tempo - 137. Hora do Passado - 4º Tempo - 138. Hora do Passado - 5º Tempo - 139. Hora do Passado - 6º Tempo - 140. Hora do Passado - 7º Tempo - 141. Hora do Fim do Período - 2º Semestre - 142. Hora da Ambivalência | - 134. 過去の時間 (Kako no Jikan) - 135. 過去の時間・2時間目 (Kako no Jikan - 2 Jikan-me) - 136. 過去の時間・3時間目 (Kako no Jikan - 3 Jikan-me) - 137. 過去の時間・4時間目 (Kako no Jikan - 4 Jikan-me) - 138. 過去の時間・5時間目 (Kako no Jikan - 5 Jikan-me) - 139. 過去の時間・6時間目 (Kako no Jikan - 6 Jikan-me) - 140. 過去の時間・7時間目 (Kako no Jikan - 7 Jikan-me) - 141. 期末の時間・2学期 (Kimatsu no Jikan - 2 Gakki) - 142. 迷いの時間 (Mayoi no Jikan) |

| - 143. Hora da Separação - 144. Hora dos Assassinos - 145. Hora das Garras - 146. Hora da Batalha Feroz - 147. Hora do Palco - 148. Hora da Ordem - 149. Hora dos Resultados - 150. Hora do Projeto de Pesquisa - 151. Hora da Velocidade | - 143. 分裂の時間 (Bunretsu no Jikan) - 144. 殺し屋達の時間 (Koroshiya-tachi no Jikan) - 145. 爪の時間 (Tsume no Jikan) - 146. 激戦の時間 (Gekisen no Jikan) - 147. 舞台の時間 (Butai no Jikan) - 148. 過程の時間 (Katei no Jikan) - 149. 結果の時間 (Kekka no Jikan) - 150. 自由研究の時間 (Jiyukenkyū no Jikan) - 151. 速度の時間 (Sokudo no Jikan) |

| - 152. Hora do Universo - 153. Hora da Determinação - 154. Hora das Férias de Inverno - 155. Hora do Super Professor - 156. Hora do Sete-três - 157. Hora do Inimigo - 158. Hora do Dia dos Namorados - 159. Hora do Dia dos Namorados - 2º Tempo - 160. Hora do Dia dos Namorados - Depois da Escola | - 152. 宇宙の時間 (Uchū no Jikan) - 153. 覚悟の時間 (Kakugo no Jikan) - 154. 冬休みの時間 (Fuyuyasumi no Jikan) - 155. 超先生の時間 (Chō Sensei no Jikan) - 156. 七三の時間 (Shichi-san no Jikan) - 157. 敵の時間 (Teki no Jikan) - 158. バレンタインの時間 (Barentain no Jikan) - 159. バレンタインの時間・2時間目 (Barentain no Jikan - 2 Jikan-me) - 160. バレンタインの時間・放課後 (Barentain no Jikan - Hōkago) |

| - 161. Hora do Orgulho - 162. Hora das Memórias - 163. Hora da Decisão - 164. Hora do Caos - 165. Hora do Argumento Justo - 166. Hora do Quebra-cabeça - 167. Hora da Confiança - 168. Hora de Florescer - 169. Hora de Ir para a Escola | - 161. プライドの時間 (Puraido no Jikan) - 162. 思い出の時間 (Omoide no Jikan) - 163. 確定の時間 (Kakutei no Jikan) - 164. 混乱の時間 (Konran no Jikan) - 165. 正論の時間 (Seiron no Jikan) - 166. 困惑の時間 (Konwaku no Jikan) - 167. 信頼の時間 (Shinrai no Jikan) - 168. 開花の時間 (Kaika no Jikan) - 169. 登校の時間 (Tōkō no Jikan) |

| - 170. Hora da Próxima Geração - 171. Hora do Último Chefão - 172. Hora dos Alunos - 173. Hora dos Meus Alunos - 174. Hora da Expressão Facial - 175. Hora Perdida - 176. A Hora Chegou - 177. Hora da Graduação | - 170. 次世代の時間 (Jisedai no Jikan) - 171. ラスボスの時間 (Rasu Bosu no Jikan) - 172. 生徒の時間 (Seito no Jikan) - 173. 私の生徒の時間 (Watashi no Seito no Jikan) - 174. 顔色の時間 (Kaoiro no Jikan) - 175. 戻らない時間 (Modoranai Jikan) - 176. やってきた時間 (Yattekita Jikan) - 177. 卒業の時間 (Sotsugyō no Jikan) |

| - 178. Hora das Lágrimas - 179. Hora Após Hora - 180. Hora da Matança - Extra 1. Hora do Lar - Extra 2. Hora da Taberna - Extra 3. Hora da Característica - Extra 4. Hora do Obrigado | - 178. 涙の時間 (Namida no Jikan) - 179. 去りゆく時間 (Sariyuku Jikan) - 180. 殺しの時間 (Koroshi no Jikan) - 番外編1. 自宅の時間 (Jitaku no Jikan) - 番外編2. 居酒屋の時間 (Izakaya no Jikan) - 番外編3. 素性の時間 (Sujō no Jikan) - 番外編4. ありがとうの時間 (Arigatō no Jikan) |